# Jérémy Toulalan
Jérémy Toulalan (født 10. september 1983 i Nantes, Frankrig) er en fransk fodboldspiller, der spiller for den franske Ligue 1-klub Girondins Bordeaux. Han har tidligere spillet for blandt andet Olympique Lyon, FC Nantes og spanske Malaga. Han blev fransk mester med Lyon i både 2007 og 2008, og vandt desuden pokalturneringen Coupe de France i 2008.
Toulalan fik den 11. oktober 2006 debut for Frankrigs fodboldlandshold i en EM-kvalifikationskamp mod Færøerne. Han var med i truppen ved EM i 2008 og VM i 2010.

## Resultater
Ligue 1
- 2007 og 2008 med Lyon

Coupe de France
- 2008 med Lyon